# 北欧理事会

北欧理事会加盟国

北欧理事会（ほくおうりじかい、デンマーク語/ノルウェー語: Nordisk Råd, スウェーデン語: Nordiska rådet, アイスランド語: Norðurlandaráð,フェロー語:Norðurlandaráðið,グリーンランド語:Nunat Avannarliit Siunnersuisoqatigiit,フィンランド語: Pohjoismaiden neuvosto）は、北ヨーロッパに位置するデンマーク、フィンランド、アイスランド、ノルウェー、スウェーデンの５カ国、フェロー諸島、グリーンランド、オーランド諸島の３自治地域の議会連携を担う公的機関である。これらの国・地域の87名の議員が、毎年10－11月に通常議会を開いている。本部事務所はデンマークのコペンハーゲン。1952年に設立された。
北欧閣僚理事会（ほくおうかくりょうりじかい）は、1971年に創立された同地域政府間の連携機関。合議制を採用している。2025年は、フィンランドとフェロー諸島が共同議長国。
11の管轄別の閣僚理事会と各国北欧協力相グループから構成されている。

## 概説
元々はバラバラだった北欧の国々が第二次世界大戦に巻き込まれて大きな苦しみを受けたことを反省し、北欧諸国の団結を目指してスカンディナヴィア三王国が中心となり1952年に設立された組織である。
現在の北欧理事会の加盟国は、5ヶ国3地域。かつては、フィンランドと地理的・民族的・文化的に近いエストニアが加盟を申請したことがあるが、却下されている。他にもリトアニア・ラトビアのバルト三国各国が加盟希望を表明しており、これらの国にも現在ではオブザーバーとしての地位を認められている。
本部はデンマークのコペンハーゲンにある。1991年、情報事務所がバルト三国に開設された。その他、ロシア連邦のサンクトペテルブルク及びカリーニングラードにも同様の事務所が開設されている。

## 加盟国
| 国名                  | 紋章 | 国旗               | 議会             | 加盟資格 | 加盟状況               | メンバー | 以来代表 | EFTA                 | EU                   | EEA                  | NATOとの関係                       |
| --------------------- | ---- | ------------------ | ---------------- | -------- | ---------------------- | -------- | -------- | -------------------- | -------------------- | -------------------- | ---------------------------------- |
| フィンランド          |      | フィンランドの旗   | エドゥスクンタ   | 正式加盟 | 主権国家               | 20       | 1955年   | No                   | Yes                  | Yes                  | 2023年加盟国                       |
| スウェーデン          |      | スウェーデンの旗   | リクスダーゲン   | 正式加盟 | 主権国家               | 20       | 1952年   | No                   | Yes                  | Yes                  | 2024年加盟国                       |
| デンマーク            |      | デンマークの旗     | フォルケティング | 正式加盟 | 主権国家               | 20       | 1952年   | No                   | Yes                  | Yes                  | 原加盟国                           |
| ノルウェー            |      | ノルウェーの旗     | ストーティング   | 正式加盟 | 主権国家               | 20       | 1952年   | Yes                  | No                   | Yes                  | 原加盟国                           |
| アイスランド          |      | アイスランドの旗   | アルシング       | 正式加盟 | 主権国家               | 7        | 1952年   | Yes                  | No                   | Yes                  | 原加盟国                           |
| グリーンランド        |      | グリーンランドの旗 | ランスティング   | 準加盟   | デンマークの自治地域   | (2/)     | 1984年   | 海外の国と地域 (OCT) | 海外の国と地域 (OCT) | 海外の国と地域 (OCT) | デンマークの一部としてのNATOの領域 |
| フェロー諸島          |      | フェロー諸島の旗   | レクティング     | 準加盟   | デンマークの自治地域   | (2/)     | 1970年   | 最小限               | 最小限               | 最小限               | デンマークの一部としてのNATOの領域 |
| オーランド            |      | オーランド諸島の旗 | ラグティング     | 準加盟   | フィンランドの自治地域 | (2/)     | 1970年   | EU加盟国の領土       | EU加盟国の領土       | EU加盟国の領土       | 非武装地帯 (パリ条約による)        |
| 近隣諸国 (バルト三国) |      |                    |                  |          |                        |          |          |                      |                      |                      |                                    |
| エストニア            |      | エストニアの旗     | リーギコグ       | -        | 主権国家               | -        | -        | No                   | Yes                  | Yes                  | 2004年加盟国                       |
| ラトビア              |      | ラトビアの旗       | サエイマ         | -        | 主権国家               | -        | -        | No                   | Yes                  | Yes                  | 2004年加盟国                       |
| リトアニア            |      | リトアニアの旗     | セイマス         | -        | 主権国家               | -        | -        | No                   | Yes                  | Yes                  | 2004年加盟国                       |

また、 エストニア、 ラトビア、 リトアニアがオブザーバーとして参加している。
デンマーク、スウェーデン、フィンランドに関しては、欧州連合（EU）の加盟国である。グリーンランドはデンマークの欧州共同体(EC、EUの前身）加盟を期にECに参加していたが、その後自治政府が脱退へ踏み切り、現在もEUに加盟していない。ノルウェーとアイスランドはEUに加盟していないが、アイスランドは、近年、加盟へ向けた動きが活発化している。オーランド諸島は、フィンランドと共にEUに含まれる。フェロー諸島はEUに含まれない。